# Олійник Ярослав Богданович
Ярослав Богданович Олійник (14 грудня 1952, Купчинці — 5 жовтня 2020, Київ) — український науковець, економіко-географ, доктор економічних наук, професор. Декан географічного факультету Київського національного університету імені Тараса. Г. Шевченка. Академік Національної Академії педагогічних наук України, академік Академії наук вищої освіти України.

## Біографія
Народився 14 грудня 1952 року в селі Купчинці (нині Тернопільського району) Тернопільської області.
Закінчив у 1975 році географічний факультет Київського університету.
У 1979 році аспірантуру, у 1982 році захистив кандидатську дисертацію з теми «Тваринницько-промисловий комплекс в зоні впливу великого міста і вдосконалення його територіальної організації».
У 1975–1976 навчальному році вчителював у середній школі села Катюжанка Вишгородського району Київської області.
Працював у 1979–1986 роках молодшим науковим співробітником Відділення географії Академії наук України (нині Інститут географії).
У Київському університеті працює з 1988 року асистентом, пізніше доцентом, з 1998 року професором, завідувачем кафедри економічної та соціальної географії.
У 1999 році обраний на посаду декана географічного факультету. Докторська дисертація захищена в 1997 році на тему «Еколого-економічні проблеми територіальної організації виробництва і природокористування».

Могила Ярослава Олійника, Байкове кладовище

Голова експертної ради Вищої атестаційної комісії України з географічних наук, голова асоціації деканів географічних і природничих факультетів вищих навчальних закладів України, Президент Українського географічного товариства, член навчально-методичної ради СНД з класичної університетської освіти.
За декілька днів до смерті потрапив без свідомості до Олександрівської лікарні. Помер 5 жовтня 2020 року від коронавірусної хвороби. Похований у колумбарії Байкового кладовища (50°25′4.80″ пн. ш. 30°30′12.80″ сх. д. / 50.4180000° пн. ш. 30.5035556° сх. д.).

## Наукові праці
Фахівець у галузі теорії суспільної географії, регіональної політики і природокористування. Науковий керівник школи «Регіональні супільно-географічні процеси». Вивчає теорію і методологію географічної науки, географічні основи охорони довкілля, територіальну і комплексно-пропорційну організацію економіки. Автор понад 500 наукових праць. Основні праці:
1. Вступ до економічної і соціальної географії. — К., 1997 (у співавторстві).
2. Еколого-економічні проблеми територіальної організації виробництва і природокористування. — К., 1996.
3. Вступ до соціальної географії. — К., 2000 (у співавторстві).
4. Регіональна економіка. — К., 2007 (у співавторстві).
5. Теоретичні основи туризмології. — К., 2005 (у співавторстві).

## Нагороди і відзнаки
Заслужений діяч науки і техніки України 2002 року. Почесний професор Полтавського університету споживчої кооперації. Відмінник освіти України (2001). Почесний працівник гідрометслужби України (2003). Відзначений Премією імені В. І. Вернадського УЕАН (2002); Почесною грамотою Кабінету Міністрів України (2002); Премією імені Ярослава Мудрого (2002); Почесною грамотою Міністерства освіти і науки України (2002). Нагороджений орденом «За заслуги» ІІІ ступеня у 2009 році.